# La Voz de Canarias Libre
La Voz de Canarias Libre fue una emisora de radio que comenzó a emitir desde Argel en 1975 para el archipiélago canario (España). Se convirtió en el medio de difusión de la organización independentista MPAIAC. En un programa nocturno diario de una hora, trasmitía en onda media, larga y corta y podía ser captada en Canarias, Europa, América y Australia. 
La noche del 2 de diciembre de 1975, a la vez que Marruecos y Mauritania ocupaban el Sáhara Occidental tras el Acuerdo Tripartito de Madrid, comenzó a emitir con Antonio Cubillo desde su exilio en Argel. El Gobierno de la República de Argelia apoyó la iniciativa de Cubillo de utilizar los estudios, antes utilizados por La Voz de Portugal Libre y en la actualidad gestionados por los saharauis del Frente Polisario y su gobierno en el exilio.
Tras duras maniobras de la diplomacia española (incluso un intento de asesinato a Antonio Cubillo, reconocido por los tribunales españoles y obligados a indemnizarle con 150000€), el gobierno argelino ordenó poner fin a las emisiones. Años después, el papel de "tribuna" del MPAIAC lo ocupó el Diario El Guanche en internet.[cita requerida] En el verano de 2008, el partido Congreso Nacional de Canarias (CNC), brazo político del MPAIAC, refundó La Nueva Voz de Canarias Libre, también a través de internet.[cita requerida]